# Исии, Тэруо
Тэруо Исии (яп. 石井輝男), 1 января 1924 года, Токио, Япония — 12 августа 2005 года, там же) — японский кинорежиссёр, снявший почти 100 картин в самых различных жанрах. Основатель кинематографического поджанра Эрогуро (эротический гротеск), «король культового кино Японии».

## Биография

### Ранние годы
Тэруо Исии родился 1 января 1924 года в Токио в семье торговца хлопком. У мальчика с ранних лет появился глубокий интерес к кинематографу. Отказавшись от университетского образования, предложенного отцом, Исии устроился работать на студии Toho ассистентом режиссёра. В 1942 году его карьера прервалась, он был призван в армию и отправлен в Маньчжурию, где до конца Второй мировой войны служил в отделении аэрофотосъёмки бомбардировочной авиации.
В марте 1947 года Исии устроился во вновь созданную студию «СинТохо» (англ. Shintoho, буквально — «Новая Toho»). Он вспоминал работу там как «самый радостный период профессиональной жизни». Исии исполнял обязанности помощника режиссёра Микио Нарусэ, которого позднее всегда называл своим учителем. Также он работал с постановщиком Хироси Симидзу. Собственный режиссёрский дебют Исии состоялся в 1957 году фильмом о боксе «Король ринга: Путь к славе». После этого руководил постановкой шести серий детского научно-фантастического сериала «Супергигант» (англ. Super Giant) — японской версии Супермена. С 1958 по 1961 год Исии снял четыре фильма в стиле нуар: «Секретная зона белой линии», «Зона чёрной линии», «Зона жёлтой линии», «Сексуальная линия», для которой режиссёр организовал съёмки прямо в жилых кварталах Токио — Асакусе и Гиндзе. Фильм был назван «точным, остроумным и заразительным», а также «живым портретом Токийской преисподней, населённой проститутками и их клиентами, жуликами и полицией». Эта серия (малоизвестная за пределами страны) во многом определила новое направление детективного кино Японии.

### Сотрудничество с Toei Company
В 1961 году студия Shintoho разорилась, и Исии перешёл в Toei Company, где снял криминальную комедию «Цветок, буря и банда» с набирающим популярность актёром Кэном Такакурой. С ним же в главной роли режиссёр в 1965 году снял фильм «Тюрьма Абасири», который станет самым большим успехом кинематографиста в 1960-х годах. Позже последует ещё 17 сиквелов этой ленты, 9 из которых снимет сам Исии. В 1968 году он приступил к съёмкам цикла «Радости пыток» (или «Наслаждение пыткой»), в котором на протяжении восьми фильмов изучает историю истязаний в Японии с древних времён. В то же время Исии — явный поклонник писателя Эдогавы Рампо, экранизирует многие его детективные произведения, наполненные чрезмерной жестокостью и ужасом. Именно к лентам данного периода было впервые применено название Эрогуро, ранее употреблявшееся только применительно к произведениям литературы и жанра манга. Сам Исии позже вспоминал:
я зашёл максимально далеко в показе секса и насилия… мне самому было интересно, насколько смогу раздвинуть рамки приличия.
 Своеобразным пиком серии стала лента 1969 года «Кошмарные уроды», снятая на основе сразу нескольких рассказов Эдогавы Рампо. Картина была принята зрителями и публикой достаточно прохладно и коммерческого успеха не имела. Более того, откровенная сатира на общественно-социальные устои делала её — по соображениям политкорректности — неудобной для проката. По другой версии, тема мутаций человека в Японии после атомных бомбардировок Хиросимы и Нагасаки находилась под запретом. Руководство студии Toei приняло решение временно отстранить режиссёра от работы. Однако полный творческих планов Исии тут же приступил с компанией «Никкацу» к новому проекту в стиле якудза-фильм — трилогии «Восставший дракон» (в международном прокате более известно название «Дружелюбный убийца»).
В 1972 году режиссёр возвращается на студию Toei, которая в это время пересматривает свою жанровую политику: растёт востребованность темы боевых единоборств. Исии, не считая себя специалистом в этой области, отдаёт пальму первенства своим коллегам:
Фукасаку – замечательный режиссёр и прекрасный человек. Я его большой поклонник. Он пример того, как можно делать фильмы для себя и при этом добиваться огромного успеха. Его подход к гангстерскому кино мне не очень близок. Якудза у Фукасаку реальны, а мои — киношные герои.
Тем не менее в 1973 году Исии выпускает две интересные работы. «История женщины-якудза», которая, формально будучи сиквелом картины «Секс и ярость» Норифуми Судзуки, рассматривает тему мести принципиально под иным морально-нравственным углом, привлекла внимание большой аудитории зрителей. «Клан забывших о восьми добродетелях» — «самый безумный самурайский фильм в мировом кино» — также имел широкий успех, но автору был малоинтересен, и ставить его продолжение он отказался. Более того, вынужденный по контрактным обязательствам с Toei выпустить очередную ленту о боевых искусствах, Исии решил снять такой фильм, чтобы руководство признало его несостоятельным в карате-кино. Откровенное издевательство и ирония над своими «героическими» персонажами из картины «Палач» имели обратный эффект, фильм стал хитом, и ему сопутствовал большой коммерческий успех.
В середине 1970-х годов сформировалась новая модная тематика — кино о байкерах. Исии снял несколько картин о бандах мотоциклистов, но вспоминал о них всегда негативно. К середине 1980-х режиссёр перестаёт быть востребованным в большом кинематографе и ограничивается работой над теле- и видеопродукцией. Неожиданное для многих возвращение состоялось в 1993 году, когда Исии выпустил картину «Хозяин гостиницы Генсенкан». Она завоевала несколько наград на кинофестивале в Йокогаме, включая премию режиссёру за карьерные достижения. В последние годы жизни Исии мечтал снять гангстерскую эпопею под названием «Однажды в Японии» с участием Кэна Такакуры. Проект реализован не был. Исии умер 12 августа 2005 года.

## Критика творчества и художественное влияние
Практически неизвестный за пределами Японии ранее, в последние годы XX века Исии стал открытием для европейского и американского кинематографа. Он принял участие в нескольких фестивалях и ретроспективных показах своих фильмов. Очень высокую оценку дал его творчеству Квентин Тарантино: «Исии — фантастический, великий режиссёр!». Более того, многие критики утверждают, что в ленте этого американского кинорежиссёра «Убить Билла» не только есть несколько сюжетных линий, схожих с «Историей женщины-якудза», но в некоторых кадрах прямо цитируется визуальный ряд японской картины.
Лента «Негодяи» (наряду с «Самураем» Жана-Пьера Мельвиля) легла в основу картины Джона Ву «Наёмный убийца». Сюжет «Тюрьмы Абасири» во многом основан на фильме «Не склонившие головы» (в советском кинопрокате — «Скованные одной цепью») Стэнли Крамера. Позже Акира Куросава несколько переделал сценарий для съёмок своего проекта в Голливуде, но из-за финансовых проблем реализовать его не сумел. Только в 1985 году Андрей Кончаловский снял на его основе фильм «Поезд-беглец».

В фильме «Избранное Эдогавы Рампо: Ужасы обезображенного народа» Исии иногда прямо цитирует «Остров доктора Моро» Уэллса, «Уродцев» Тода Браунинга и «Шоковый коридор» Сэмюэла Фуллера:
В результате получилась безумная смесь из клинической психиатрии, мрачной стилизованной хореографии Butoh, гротескных уродств, неожиданной семейной драмы с кучей чисто японской сентиментальности, и ещё более неожиданного детектива!

## Избранная фильмография
| Год  |    | Русское название                                                                                  | Оригинальное название                                                   | Роль                |
| ---- | -- | ------------------------------------------------------------------------------------------------- | ----------------------------------------------------------------------- | ------------------- |
| 1957 | ф  | Король ринга: Путь к славе                                                                        | リングの王者 栄光の世界                                                 | режиссёр            |
| 1957 | тф | Супергигант                                                                                       | Super Giant                                                             | режиссёр            |
| 1957 | ф  | Дело об убийстве обнажённой актрисы                                                               | 肉体女優殺し 五人の犯罪者 / Nude Actress Murder Case: Five Criminals    | режиссёр            |
| 1958 | ф  | Секретная зона белой линии                                                                        | 白線秘密地帯 / White Line                                               | режиссёр, сценарист |
| 1960 | ф  | Зона чёрной линии                                                                                 | 黒線地帯 / Black Line                                                   | режиссёр, сценарист |
| 1960 | ф  | Зона жёлтой линии                                                                                 | 黄線地帯 イエローライン / Yellow Line                                   | режиссёр, сценарист |
| 1961 | ф  | Сексуальная линия                                                                                 | セクシー地帯 / Sexy Line                                                | режиссёр, сценарист |
| 1961 | ф  | Цветок, буря и банда                                                                              | 花と嵐とギャング / Flower and Storm and Gang                            | режиссёр            |
| 1963 | ф  | Банда одиннадцати (11 гангстеров)                                                                 | 暗黒街の顔役 十一人のギャング / Boss of the Underworld: Gang of 11      | режиссёр            |
| 1964 | ф  | Банда Токио против банды Гонконга                                                                 | 東京ギャング対香港ギャング / Tokyo Gang versus Hong Kong Gang           | режиссёр            |
| 1965 | ф  | Тюрьма Абасири                                                                                    | 網走番外地 / Abashiri Prison                                            | режиссёр, сценарист |
| 1968 | ф  | Сёгун и три тысячи женщин (Садизм сёгуна: Радость пытки)                                          | 徳川女刑罰史 / Shogun's Joys of Torture                                 | режиссёр, сценарист |
| 1969 | ф  | Оргии Эдо                                                                                         | 残酷異常虐待物語 元禄女系図 / Orgies of Edo                             | режиссёр, сценарист |
| 1969 | ф  | Восставший дракон                                                                                 | 昇り竜鉄火肌 / The Friendly Killer                                      | режиссёр            |
| 1969 | ф  | Избранное Эдогавы Рампо: Ужасы обезображенного народа (Кошмарные уроды, Ужасы бесформенных людей) | 江戸川乱歩全集 恐怖奇形人間 / Horrors of Malformed Men                  | режиссёр, сценарист |
| 1970 | ф  | Призраки и восставший дракон (Проклятье слепой)                                                   | 怪談昇り竜 / Blind Woman's Curse                                        | режиссёр            |
| 1973 | ф  | История женщины-якудза                                                                            | やさぐれ姐御伝 総括リンチ / Female Yakuza Tale: Inquisition and Torture | режиссёр, сценарист |
| 1973 | ф  | Клан забывших о восьми добродетелях (Бусидо Бохати: Путь забывших о восьми)                       | ポルノ時代劇 忘八武士道                                                 | режиссёр            |
| 1974 | ф  | Палач                                                                                             | 直撃! 地獄拳 / Direct Hit! Hell Fist, Executioner                       | режиссёр, сценарист |
| 1974 | ф  | Палач 2: Адское каратэ                                                                            | 直撃地獄拳 大逆転 / The Karate Inferno                                  | режиссёр            |
| 1975 | ф  | Взрыв! Жестокое племя                                                                             | 爆発! 暴走族                                                            | продюсер            |
| 1976 | ф  | Взрыв! Жестокие игры                                                                              | 爆発! 暴走遊戯                                                          | режиссёр            |
| 1993 | ф  | Хозяин гостиницы Генсенкан                                                                        | ゲンセンカン主人                                                        | режиссёр            |
| 1998 | ф  | Неудачник                                                                                         | ねじ式                                                                  | режиссёр            |
| 2001 | ф  | Слепое чудовище против карлика-убийцы                                                             | 盲獣vs一寸法師 / Blind Beast vs Dwarf                                   | режиссёр, сценарист |